# غاري نومان
غاري نومان (بالإنجليزية: Gary Numan)‏ (و. 1958  م) هو مغني، ومغن ومؤلف بريطاني، ولد في هامرسميث.

## التعليم
تعلم في Upton Court Grammar School ‏، وSpelthorne College ‏.

## وصلات خارجية
- غاري نومان على موقع IMDb (الإنجليزية)
- غاري نومان على موقع ميوزك برينز (الإنجليزية)
- غاري نومان على موقع رولينغ ستون (الإنجليزية)
- غاري نومان على موقع إن إن دي بي (الإنجليزية)
- غاري نومان على موقع أول ميوزيك (الإنجليزية)
- غاري نومان على موقع ديسكوغز (الإنجليزية)
- غاري نومان على موقع ديسكوغز (الإنجليزية)
- غاري نومان على موقع قاعدة بيانات الفيلم (الإنجليزية)

- غاري نومان في قاعدة بيانات الأفلام على الإنترنت